# José Maria Pereira de Lima

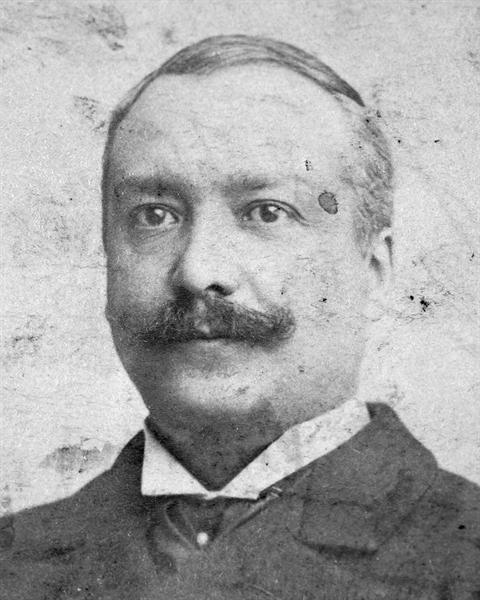
José Maria Pereira de Lima

José Maria Pereira de Lima (Coimbra, 17 de Fevereiro de 1853 — Paris, 1925) foi um historiador, professor, advogado, empresário e político português próximo de Hintze Ribeiro.
Formado em Direito na Faculdade de Direito da Universidade de Coimbra e professor catedrático de Lógica e História na Faculdade de Letras da mesma Universidade.
Escreveu diversos livros, a maior parte dos quais sobre temas de História.
Colaborou em várias publicações literárias e políticas.
Foi advogado de algumas empresas comerciais e industriais em Lisboa, Porto e Coimbra.
Director de várias empresas industriais e mercantis na cidade do Porto.
Criou, em sociedade com António Vítor Reis e Sousa e em acordo com a Câmara Municipal de Lisboa, o Mercado Geral do Gado, no terreno onde posteriormente se instalou a Feira Popular de Lisboa em Entrecampos.
Este mercado tinha acomodações para 1000 bois; 2000 ovinos e caprinos; 500 porcos e 200 cavalos.
O projecto foi do arquitecto Domingos Parente da Silva, e sofreu modificações da autoria do Arquitecto Machado de Faria e Melo.

## Biografia
Nasceu em Coimbra, a 17 de Fevereiro de 1853.
Filho de Domingos Maria Pereira, proprietário do Hotel Mondego em Coimbra.[carece de fontes?]
Viveu em Paris a partir de 1910,[carece de fontes?] até à sua morte em 1925.

## Política
Com o apoio do Partido Progressista, foi eleito deputado pelos círculos de Loures (em 1897), Praia da Vitória (em 1900), Setúbal (em 1901 e em 1904).
Com o apoio do Partido Regenerador, foi eleito deputado pelos círculos de Lisboa Oriental (em 1905), Viseu (1906).
Integrou as comissões de Legislação Civil (1897 e 1901 a 1904), Agricultura (1897, 1898, 1902, 1904 e 1908), Legislação Criminal (1898, 1902 a 1904 e 1908), Ultramar (1898, 1901 e 1904), Bill de Idemnidade (1901, 1902 e 1904), Artes e Indústria (1901 e 1904), Negócios Externos (1901), Negócios Estrangeiros e Internacionais (1901, 1902, 1904 e 1908), Pescarias (1906 e 1908), Paz e Arbitragem (1909), Interparlamentar de Colonização (1909) e Comissão Central do Centenário da Viagem de Vasco da Gama (1898).
Como deputado teve uma intensa actividade na Câmara, intervindo frequentemente em discussões de carácter diverso. Deu especial atenção aos diplomas legais que regulamentavam a vida económica nos territórios ultramarinos; às questões fiscais, mostrando-se contrário ao agravamento dos impostos, analisando os problemas causados pela dívida externa e interna, à agricultura, à hidráulica agrícola, à viticultura; administração e finanças públicas; representação externa do país, em certames comerciais internacionais e em instâncias de cariz diplomático; aplicação de novas tecnologias de produção energética à indústria de transportes; o desenvolvimento de novas vias de comunicação.
Foi o autor do projecto de lei que isentava do pagamento de direitos todos os materiais importados para a iluminação pública da vila de Aldeia Galega do Ribatejo (actualmente a cidade do Montijo).
Também do projecto de lei de fomento Hidráulico Agrícola, que propunha a ligação através de um canal, do rio Tejo aos rios Guadiana e Sado

## Obras publicadas
- Revista de Lisboa: jornal politico, noticioso, litterario e scientifico, red. J. M. Pereira de Lima. Lisboa: Typ. Luso-Hespanhola, 1877.
- Iberos e Bascos. Paris; Lisboa: Livr. Aillaud, 1902.
- Ibéres et Basques: trad. du portugais par le Docteur Voulgre. Dax: Imp.-Papeterie-Relivre H. Labéque, 19. 1905.
- Elementos de Chronologia, Coimbra: Imp. da Universidade, 1876.
- Hannibal e Napoleão, Lisboa: Viúva Tavares Cardoso, 1904. (dedicado ao Ministro de Estado Honorário Francisco Felisberto Dias Costa).
- Hannibal e Napoleão, 2ª ed. Lisboa: Viúva Tavares Cardoso, 1905.
- Hannibal e Napoleão, 3ª ed. Lisboa: Viúva Tavares Cardoso, 1905.
- Phenicios e Carthaginezes, Lisboa: Viúva Tavares Cardoso, 1903. (dedicado ao Conselheiro de Estado António Cândido Ribeiro da Costa).
- Phenicios e Carthaginezes: Lisboa: Viúva Tavares Cardoso, 1904.
- Chronologia, Lisboa: Viúva Tavares Cardoso, 1875.
- História da Chronologia, Lisboa: Viúva Tavares Cardoso,1876.
- Chorografia Portugueza (Noções elementares de corografia portuguesa, coordenadas conforme o programa de exames da instrução primária), Coimbra. Imp. da Universidade, 1875.
- O Bretão — (tradução), Lisboa: Viúva Tavares Cardoso,1875.
- Contos — tradução de E. Sue, Lisboa: Viúva Tavares Cardoso,1875.
- Fomento Hydraulico-Agrícola (Projecto de lei de fomento hidráulico Agrícola. Canal do Tejo ao Guadiana e Sado), Lisboa: Imp. Nacional, 1898 (não entrou no comércio).
- Adubos Agrícolas, Lisboa: S.l.: s.n., 1900.
- Celtas e Celtiberos, Lisboa: Viúva Tavares Cardoso.
- Latinos e Germanos, Lisboa: Viúva Tavares Cardoso.
- Arabes, Berberes e Mosarabes, Lisboa: Viúva Tavares Cardoso.
- História de Portugal — A fundação da nacionalidade I (Do Conde Dom Henrique a D. Sancho I), Lisboa: Viúva Tavares Cardoso.
- História de Portugal — A fundação da nacionalidade II (De D. Affonso II a D. Affonso III), Lisboa: Viúva Tavares Cardoso.